# Hippopsis quinquelineata
Hippopsis quinquelineata är en skalbaggsart som beskrevs av Aurivillius 1920. Hippopsis quinquelineata ingår i släktet Hippopsis och familjen långhorningar. Inga underarter finns listade i Catalogue of Life.